# ويليام إف. ناش
ويليام إف. نـاش هو سياسي أمريكي، ولد في 22 فبراير 1847، وتوفي في 26 يونيو 1916. نشط حزبياً في الحزب الديمقراطي. وقد انتخب عضو جمعية ولاية ويسكونسن ‏ وانتخب عضو مجلس ولاية ويسكونسن ‏.